# Der Räuber (película)
Der Räuber (El Ladrón) es una coproducción austro-alemana y la segunda película del director Benjamin Heisenberg. La película está basada en una novela del autor austriaco Martin Prinz y fue filmada en Viena. El personaje principal está basado en la historia real del ladrón austriaco y atleta Johann Kastenberger.
La película obtuvo un premio en la Festival de Cine de Baviera en el año 2009 y fue estrenada el 15 de febrero de 2010 en la sección a concurso de la Berlinale.

## Sinopsis
Johann Rettenberger, un atleta de personalidad solitaria, cumple una pena de seis años por el atraco a un banco. En el patio se entrena para reiniciar su carrera una vez sea puesto en libertad. Una vez liberado en la oficina de empleo conoce a una vieja conocida, Erika, que trabaja allí y con la que finalmente inicia una relación. Al funcionario penitenciario encargado de su vigilancia le asegura que sobrevive gracias a los premios que gana en los maratones que corre. De hecho, fue el mejor corredor austriaco en el maratón de Viena y ganó así algo de dinero. Sin embargo, sigue cometiendo atracos. Armado con una escopeta asalta varios bancos austriacos y esconde el dinero en el piso que comparte con Erika. Después de un maratón, el funcionario lo para y le exige que debe tener un trabajo fijo. Johann reacciona violentamente y lo mata. Cuando finalmente Erika descubre el botín de los robos en el piso, Johann huye, aunque al final es detenido porque Erika le dice a la policía donde se oculta. Pero el atleta consigue escapar corriendo de la comisaría. Huye a pie por los alrededores de Viena y consigue zafarse de cientos de policía que lo persiguen por los bosques. Un anciano al que roba el coche consigue herirlo gravemente con una navaja por lo que en su huida finalmente Johann muere mientras huye por la autopista.

## Enlaces
- Página Web oficial austriaca
- Página Web oficial alemana
- Página Web de la productora
- Der Räuber en Internet Movie Database
- Resumen de críticas en la prensa (alemán)
- Der Räuber en Filmportal.de

- Datos: Q327953